# Neue Welt (Zeitschrift)
Neue Welt war eine deutschsprachige Wochenzeitung in Melbourne, Australien. Sie wurde 1954 von dem österreichischen jüdischen Emigranten Mark Siegelberg (1895–1986) gegründet.

## Überblick
Mark Siegelberg gründete die Wochenzeitung 1954 unter dem Titel Neue Welt — Australisch-deutsche Wochenschrift. Die Zeitung führte im Kopf die Übersetzung New World — Australian German Weekly mit. Der Zeitungskopf enthielt ein kreisförmiges Logo, das eine stilisierte Weltkugel mit einer Landkarte Australiens zeigte.   Die Redaktion hatte nur wenige feste Mitarbeiter. Siegelberg fungierte als Gründungsherausgeber und Chefredakteur, sein Stellvertreter war Lothar A. Weber. In Sydney hatte die Zeitung ein festes Redaktionsbüro, in Adelaide, Geelong und Brisbane Vertreter. Darum führte die Zeitung neben Melbourne diese Städte im Titel. Die ersten Ausgaben, die alle 14 Tage erschienen, hatten nur acht Seiten. Nach einem Jahr ging sie zur wöchentlichen Erscheinungsweise über. Sie erschien jeden Donnerstag, ab 1959 jeden Mittwoch.
Die Neue Welt setzte als begrenzt aktuelle Wochenzeitung recht klare Schwerpunkte. Sie berichtete über Australiens Innenpolitik vor allem, wenn es die Einwanderung und Neubürger berührte. Sie veröffentlichte Nachrichten aus Deutschland, Österreich und anderen Heimatländern deutschsprachiger Australier. Sie versuchte so eine Brücke nach Europa zu schlagen. Weitere politische Schwerpunkte waren Israel und das Judentum.
Als kulturelle Brücken waren ebenso wichtig der Sportteil (vor allem zum deutschen und europäischen Fußball) und der Feuilleton- und Unterhaltungsteil, der Lesern deutschsprachige Romane, Krimis und Kurzgeschichten sowie Gedichte, Lieder und Kreuzworträtsel bot.
Eine Frauenredakteurin betreute die deutschsprachigen Damenklubs und Themen, die die Frauen in den Einwandererfamilien besonders interessierten.
Adressenservice, Ratgeberartikel, Veranstaltungskalender und Nachrichten deutschsprachiger Vereine bedienten die praktischen Zuwandererinteressen ebenso wie ein üppiger Anzeigenteil mit privaten Kleinanzeigen und Inseraten deutschstämmiger Händler, Importeure, Handwerker und Dienstleister.
1965 erhielt Spiegelberg das Goldene Ehrenzeichen für Verdienste um die Republik Österreich, einen Orden für seinen Einsatz für Gerechtigkeit, Wahrheit und Freiheit und durch die Zeitung erbrachten Verdienste um die aus Österreich stammenden Einwanderer in Australien. Der österreichische Generalkonsul überreichte ihm die Auszeichnung in Anwesenheit des australischen Einwanderungsministers.
Das Blatt wurde 1981 umbenannt in Neue Welt with German Times und 1985 umbenannt in Neue Heimat und Welt — deutschsprachige Zeitung für Melbourne und erschien halbmonatlich, dann monatlich. 2004 stellte die Zeitung ihr Erscheinen ein.

## Gründungsgeschichte
Der Journalist und Schriftsteller Mark Siegelberg war in Wien Redakteur verschiedener Zeitungen und Zeitschriften gewesen. Als er 1939 nach Shanghai (China) emigrierte, wurde er Redakteur der von Ossi Lewin von 1939 bis 1948 herausgegebenen Zeitung Shanghai Jewish Chronicle – Tageszeitung für die Juden im Fernen Osten (später Shanghai Echo), eine gemischt deutsch- und englischsprachige Zeitung. In Shanghai lebten während des Zweiten Weltkriegs ca. 25.000 jüdische Flüchtlinge.
Siegelbergs zweieinhalb Jahre bei der SJC waren eine Schlüsselerfahrung, bei der er die Hindernisse einer Zeitungsgründung für Emigranten erlebte.  Insbesondere wurde ihm „der innige Zusammenhang zwischen der Tageszeitung der Emigration und der wirtschaftlichen Gestaltung der Emigration“ klar. Er schrieb in einem Artikel für die SJC, eine Zeitung könne nur erfolgreich einen Abonnentenstamm und eine Anzeigenkundschaft aufbauen, wenn der „einzigartige Prozess des wirtschaftlichen Lebenskampfes einer Siedlungsgemeinschaft“ ausreichend Nachfrage schaffe und die Zeitung Teil davon sei. Die SJC wurde in Gestaltung, Rubrikenaufteilung, Stoffauswahl und der Orientierung an den Bedürfnissen und Interessen der Emigranten zum Vorbild für die Neue Welt.
Siegelberg verließ Shanghai 1942 und setzte seine journalistische Tätigkeit in Australien fort. Er arbeitete für The Australian Jewish News, The Sydney Jewish News und andere englischsprachige Zeitungen, hatte aber Probleme mit den für professionellen Journalismus notwendigen sprachlichen Fähigkeiten. Siegelberg beantragte deshalb bei der Einwanderungsbehörde (Department of Immigration) eine Lizenz, um eine deutschsprachige Zeitung herauszugeben. Die Verhandlungen dauerten rund ein Jahr. Er war persönlich der Lizenzträger.
Siegelbergs Vorhaben stieß noch vor dem Erscheinen der ersten Ausgabe auf öffentliche Kritik. Während angelsächsische und jüdische Kreise eine in deutscher Sprache erscheinende Zeitung ablehnten, hegten nichtjüdische deutschstämmige Australier Misstrauen gegen einen Juden, der eine deutsche Zeitung herausbringen wollte.
In einem Vortrag betonte er 1954 seine Unabhängigkeit von Anzeigenkunden aus Deutschland, weigerte sich aber, solche Anzeigen grundsätzlich abzulehnen. Er setzte vorrangig auf lokale Inserate. Ebenso betonte er seine demokratische Gesinnung. Er versprach, seine Zeitung gegen jegliches Wiedererstarken des Nationalsozialismus einzusetzen. Er halte es für nötig, dass sich deutschsprachige Leser nicht nur in (importierten) Illustrierten informieren könnten, die allzu freundlich mit früheren Nationalsozialisten umgingen. Die deutschsprachigen Einwanderer in Australien hätten ein legitimes Interesse daran, ihre Muttersprache, Kultur und Landsmannschaft zu pflegen, müssten dies aber durch ein Medium tun, das den demokratischen Werten und toleranten Sichtweisen Australiens entspreche. Siegelberg betonte außerdem, dass seine Zeitung nicht ausschließlich für deutsch-jüdische Leser gedacht sei, da es bereits eine jüdische Presse gebe.

## Bibliothekenbestand
Die Jahrgänge der Zeitung sind nicht digitalisiert. Sie sind in Deutschland nur in wenigen Bibliotheken einsehbar, nämlich der Deutschen Nationalbibliothek in Leipzig und dem Institut für Auslandsbeziehungen in Stuttgart. Sie sind nicht vollständig und liegen teilweise nur auf Mikrofilm vor.
Auch die Bestände der National Library of Australia sind nicht vollständig.